# Luigi Maria d'Albertis

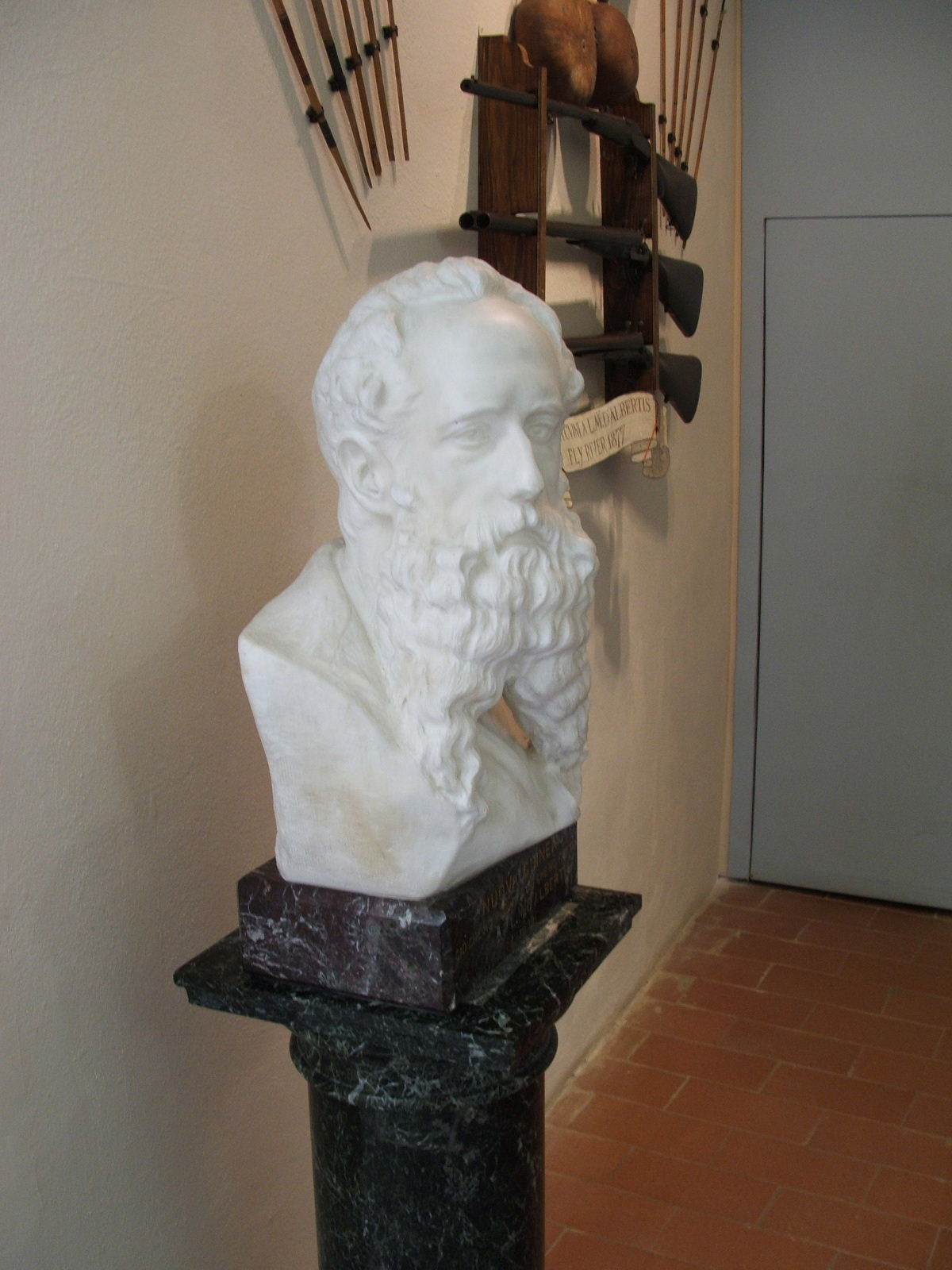
Busto de Luigi d'Albertis no Museo delle Culture del Mondo (Génova).

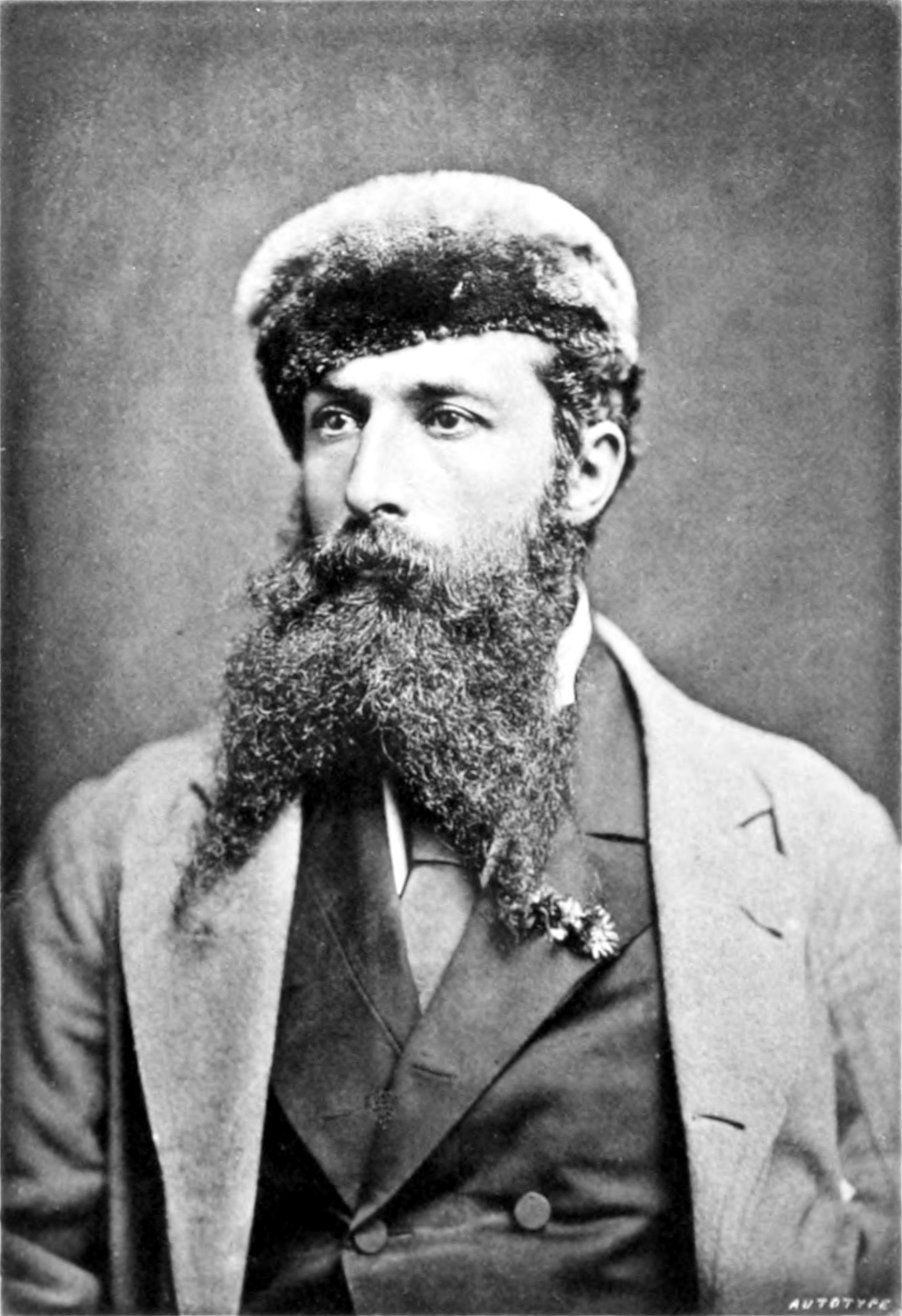
Luigi d'Albertis aquando das suas expedições à Papua-Nova Guiné.

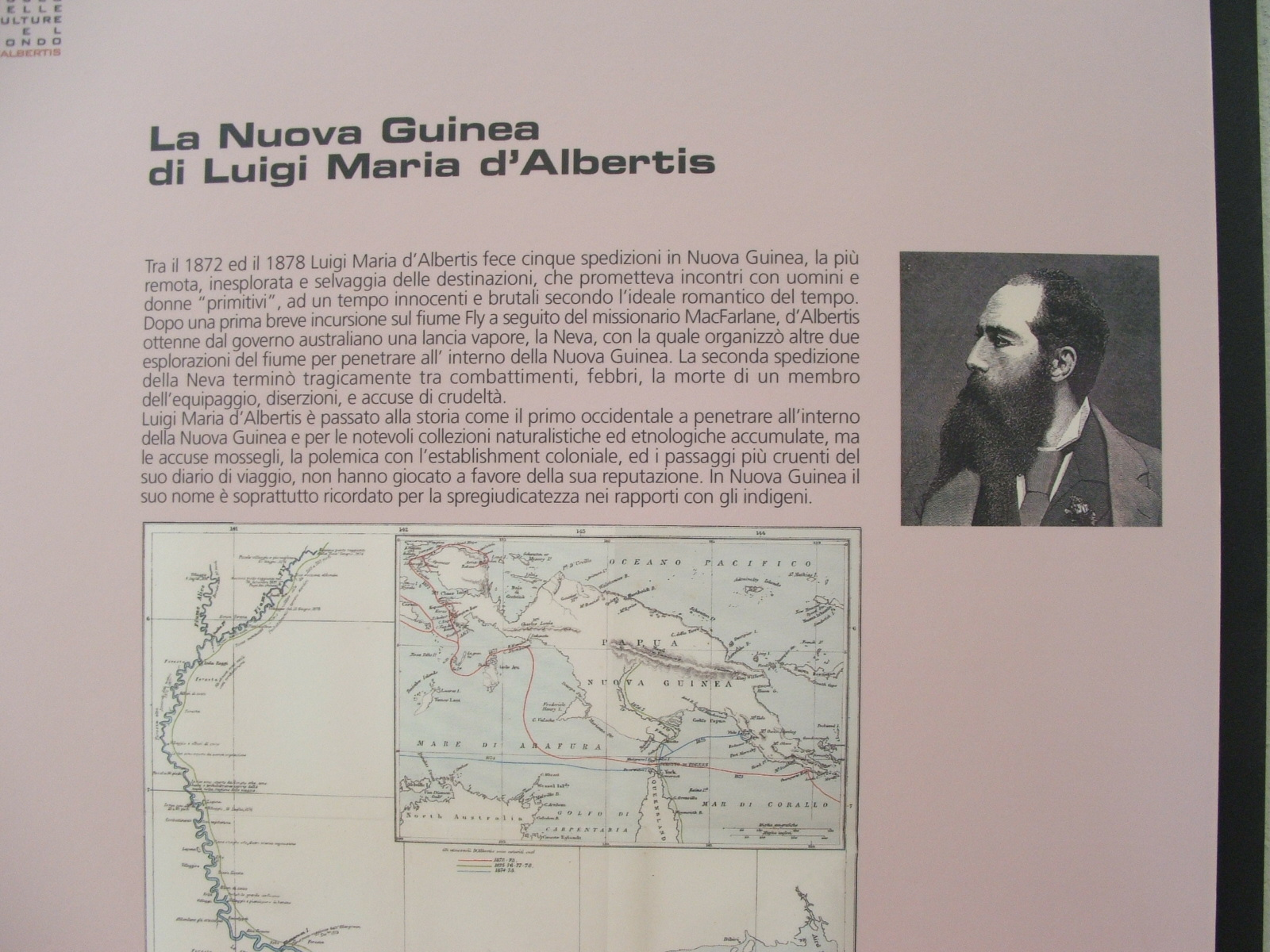
O plano de viagem para a Nova Guiné.

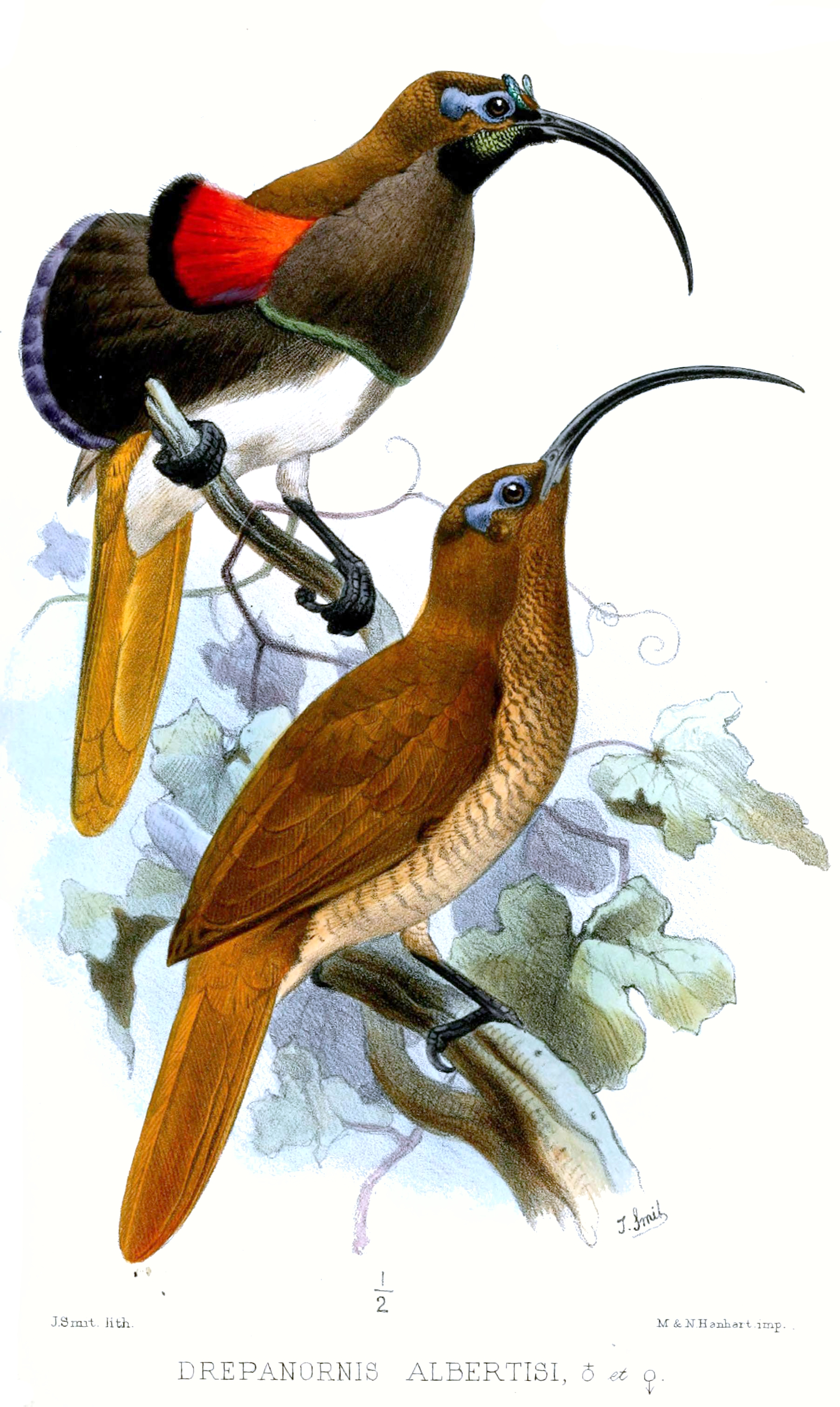
Drepanornis albertisi (Sclater, 1873), uma espécie de ave-do-paraíso cujo nome específico homenageia d'Albertis.

Luigi Maria D'Albertis (Voltri, 21 de novembro de 1841 — Sassari, 2 de setembro de 1901) foi um explorador e naturalista que em 1876 foi pioneiros ao mapear o rio Fly, na atual Papua-Nova Guiné, tendo demorado oito semanas para percorrer cerca de 950 km para montante da foz do rio numa lancha australiana. Recebeu o segundo Prémio Bressa, concedido em 1891. O seu primo Enrico Alberto d'Albertis foi um famoso explorador e autor de livros de viagem.

## Biografia
Nascido em Voltri, na rua que hoje tem o seu nome, no seio de uma família abastada (o seu pai era proprietário e dirigia uma indústria de lã com os seus primos), teve, no entanto, uma infância infeliz. Órfão de pai quando ainda era muito pequeno, foi confiado a um tio pela mãe que, tendo voltado a casar, teve de se mudar para Nápoles.
Primo de outro famoso explorador genovês, o capitão de marinha Enrico Alberto d'Albertis, frequentou o Colégio das Missões em Savona e apaixonou-se pelos ensinamentos do missionário lazarista e naturalista Armand David, famoso mais tarde por ter introduzido centenas de animais da China na Europa.
Aos dezanove anos, juntou-se à Expedição dos Mil na marcha para Palermo, tendo posteriormente viajado por toda a Europa. Em seguida, juntou-se com entusiasmo ao grupo de naturalistas genoveses liderado pelo marquês Giacomo Doria, líder de um círculo de naturalistas genoveses, e aprendeu os rudimentos das ciências naturais e da taxidermia, a arte de empalhar animais necessária para poder realizar expedições naturalistas. Em novembro de 1871, na companhia do famoso botânico Odoardo Beccari, partiu numa expedição científica ao oeste da Nova Guiné.
A Nova Guiné no século XIX estava ainda quase completamente inexplorada porque não tinha interesse económico particular, sendo supostamente desprovida de recursos naturais como o ouro e as pedras preciosas. Além disso, o clima era insalubre e era habitada por tribos guerreiras. O interesse era, portanto, exclusivamente naturalista, porque se pensava que era habitada por animais de grande porte. De facto, tinham sido encontrados vestígios de excrementos na costa que pressupunham a existência de animais de grande porte, como o rinoceronte.
Na primeira expedição atingiu o pico do Monte Arfak, mas foi obrigado pela febre a retirar-se e a regressar a Sydney para recuperar. De 1871 a 1873, d'Albertis efectuou uma série de expedições à Nova Guiné, expedições que teve de interromper por motivos de saúde. Estabeleceu-se então em Sydney, onde conheceu George Bennett que o pôs em contacto com o British Museum em Londres. Ao museu londrino, d'Albertis enviou a maior parte dos espécimes de Paradisaeidae (aves-do-paraíso) que tinham sido  por ele abatidos para serem estudados.
Em 1874, D'Albertis regressou à Nova Guiné para estabelecer uma base na ilha Yule. Aqui ganhou notoriedade por beijar publicamente as jovens nativas mais atraentes, fazendo-o passar por um sinal habitual de paz. Também ameaçou ostensivamente incendiar o oceano com uma concha cheia de álcool metilado em chamas. A maior parte dos seus companheiros e empregados abandonaram-no após estas atitudes.
Os seus conhecimentos de história natural, inicialmente obtidos como autodidacta, aprofundaram-se de tal forma que se tornou um especialista em zoologia, botânica e antropologia. Das quinhentas e cinco espécies de aves que examinou, cinquenta eram desconhecidas, para além de múltiplos insectos, serpentes e plantas.
Em 1876, d'Albertis partiu numa nova expedição pelo rio Fly, numa pequena embarcação chamado Neva. Era acompanhado por um jovem australiano, Lawrence Hargrave, que desempenhava as funções de maquinista. Hargrave era famoso pela construção de protótipos de aviões, de tal modo que os próprios irmãos Wright se terão baseado nos seus cálculos para construir os primeiros aviões realmente voadores.
Este carácter revelou-se crucial para o sucesso da expedição: era certamente hábil a reparar, de forma improvisada, as frequentes avarias das máquinas ou do casco. No entanto, como D'Albertis e Hargrave eram dois homens com personalidades explosivas, a sua coabitação num pequeno barco levou-os a sérias discussões e mal-entendidos que resultaram numa verdadeira guerra de calúnias mútuas.
Subiu o rio Fly até às suas nascentes e cartografou os Montes Victor Emmanuel, a que deu o nome em honra de Vittorio Emanuele II.
O explorador fez a sua última viagem ao longo do rio Fly em 1877, sendo naquela expedição o único europeu, pois era acompanhado por uma tripulação de nativos e ex-presidiários chineses. Para se defender durante a noite, não podendo fechar-se à chave, fez crer à tripulação que era um feiticeiro, capaz até de incendiar o mar queimando álcool em vez de água. Desta forma, induzia-os a respeitá-lo por medo de represálias do seu espírito. Conseguiu assim realizar a sua proeza com sucesso, apesar de ter regressado irremediavelmente enfraquecido em termos físicos.
Em 1880 publicou, primeiro em inglês e depois em italiano e francês, o diário das suas viagens, com o título Alla Nuova Guinea, quello che ho veduto e quello che ho fatto. Quando regressou a Itália, refugiou-se na Sardenha, onde viveu quase isolado, na companhia de cães e de uma raposa.
Morreu em 1901, com 59 anos, deixando a sua coleção privada de objectos recolhidos na Nova Guiné ao seu primo Enrico Alberto d'Albertis. D'Albertis está sepultado no Cemitério Monumental de Staglieno, em Génova, no jazigo do crematório que tem o seu nome. Foi, de facto, um fervoroso defensor da cremação e um sólido promotor e financiador da empresa genovesa de cremação SO.CREM, fundada pouco antes da sua morte.
A cidade de Turim deu o seu nome a uma longa avenida no Parque Ruffini.

## As viagens de exploração na Nova Guiné
Entre 1872 e 1878, Luigi Maria D'Albertis efectuou cinco expedições à Nova Guiné, ao tempo o destino mais remoto, selvagem e inexplorado da Terra, habitado por homens e mulheres simultaneamente inocentes e brutais, segundo o ideal romântico da época. Luigi Maria D'Albertis entrou para a história como o primeiro europeu a penetrar na Nova Guiné e pelas notáveis colecções naturais e etnológicas que acumulou. No entanto, as acusações de que foi alvo, a polémica com o poder colonial britânico e as passagens mais sangrentas do seu diário de viagem minaram a sua reputação. Na Nova Guiné, o seu nome é sobretudo recordado pela sua crueldade no trato com as populações locais.
Luigi Maria D'Albertis foi o primeiro europeu a cartografar o rio Fly, na atual Papua Nova Guiné. Entre 1875 e 1877, D'Albertis efectuou três viagens ao longo deste rio, a primeira das quais no navio a vapor SS Ellengowan e as outras duas num navio mais pequeno, o Neva, fretado pelo Governo de Nova Gales do Sul. Ao longo das três viagens, D'Albertis envolveu-se constantemente em escaramuças com as várias populações indígenas que viviam ao longo do rio, utilizando espingardas, foguetes e dinamite para intimidar e, por vezes, matar membros dessas populações. Também utilizou frequentemente a pesca com dinamite como técnica de obtenção de espécimes aquáticos para a sua coleção. Nas suas expedições roubou restos mortais ancestrais, ferramentas e armas das casas dos locais. Também recolheu espécimes de aves, plantas, insectos e cabeças de nativos mortos recentemente. Os exploradores contemporâneos e os administradores coloniais posteriores criticaram quase universalmente os métodos empregues por D'Albertis nas suas expedições ao Fly e os relatos mais modernos, como a obra Rape Of The Fly: Explorations in New Guinea (Violação do Fly: Explorações na Nova Guiné), de John Goode, são igualmente condenatórios.

### A expedição de 1875 ao Fly
D'Albertis efectuou a sua primeira viagem ao rio Fly em 1875, no navio a vapor SS Ellengowan, partindo do porto colonial britânico de Somerset, na ponta da Península do Cabo York, na Austrália.
A bordo estavam o capitão Runcie, o reverendo MacFarlane e o magistrado da polícia de Somerset, H. M. Chester, com seis soldados da polícia nativa de Queensland. A primeira paragem foi na ilha de Tawan (hoje Dauan), onde Chester reuniu os habitantes e os avisou para não roubarem os missionários que se encontravam na zona. Para enfatizar o seu ponto de vista, ordenou aos seus soldados que destruíssem uma termiteira próxima com balas das suas carabinas Snider–Enfield. 
Quando começaram a subir o rio Fly, a expedição de D'Albertis entrou em conflito com os nativos e, depois de disparar vários tiros contra as suas embarcações, Chester e os seus soldados dispersaram-nos, fazendo-os fugir aterrorizados. Como troféu da vitória, Chester roubou uma canoa de sessenta pés e utilizou-a como lenha para o motor do navio. Noutros locais ao longo do rio, D'Albertis lançou dinamite e foguetes para intimidar os indígenas e obter vida aquática para alimentação e espécimes.
Ao regressarem rio abaixo, aceitaram um convite dos nativos para entrarem na sua aldeia, mas Chester e os seus soldados, querendo intimidá-los, decidiram disparar uma série de tiros, matando e roubando um par de grandes porcos domesticados. Chester começou então a saquear a casa comprida da aldeia, levando restos humanos ancestrais e sagrados, armas e outros artefactos para a coleção de D'Albertis.

### A expedição de 1876
A segunda viagem de D'Albertis ao rio Fly foi feita a bordo do Neva, uma pequena embarcação fretada pelo Governo de New South Wales. A bordo estava Lawrence Hargrave, um futuro pioneiro da aviação. D'Albertis voltou a utilizar foguetes e dinamite como armas de terror.  Removia entalhes intrincados nas cascas das árvores, o que reconhecia ser talvez um sacrilégio, mas fazia-o na mesma. Da mesma forma, roubou ossos ancestrais de casas sagradas, afirmando que vou fazer ouvidos moucos a este sacrilégio... estou demasiado satisfeito com o meu prémio. 
O Neva forçou o seu caminho rio acima até ser travado pelos baixios. Em seguida, navegaram rio abaixo até um afluente a que d'Albertis tinha dado o nome de rio Alice (atualmente conhecido como Ok Tedi). Por fim, atingido pela malária e afetado por reumatismo em ambas as pernas, admitiu a derrota e regressou ao Estreito de Torres.

### A expedição de 1877
Esta foi a última e provavelmente a mais agitada das viagens de D'Albertis pelo rio Fly. No primeiro dia de junho de 1877, D'Albertis viu-se envolvido numa batalha campal com uma flotilha armada de embarcações nativas. O próprio D'Albertis afirmou ter disparado cerca de 120 tiros nesta escaramuça que resultou em algumas mortes de indígenas. Nenhum dos seus tripulantes foi morto, mas o casco do Neva foi crivado de flechas, algumas das quais penetraram através das tábuas. Durante a maior parte de julho, D'Albertis envolveu-se em confrontos diários com os indígenas ao longo do rio, matando alguns deles. Numa ocasião, D'Albertis encontrou o cadáver de um dos mortos e decidiu decapitá-lo e conservar a cabeça em aguardente para a sua coleção. 
Mais tarde, matou um dos seus criados chineses por se ter recusado a entrar na selva para abater espécimes da fauna local. D'Albertis matou-o batendo-lhe várias vezes nas costas com uma cana de bambu que se partiu durante o castigo. Os outros criados chineses fugiram em seguida para a selva, preferindo arriscar-se em território desconhecido a ficar com a expedição.
Voltando a descer o rio em finais de outubro, D'Albertis voltou a ter vários confrontos com indígenas, matando pelo menos sete. Numa dessas batalhas, D'Albertis decidiu deixá-los apanhar, e que o sangue deles caia sobre as suas próprias cabeças. Após este encontro, tornou-se extremamente cauteloso, ordenando que todas as canoas dos nativos fossem abatidas à vista.
Durante esta viagem, tal como nas outras, D'Albertis dedicou-se regularmente à pesca com dinamite, afirmando que penso que a dinamite é... o melhor meio a utilizar, especialmente entre os recifes de coral. De volta ao Estreito de Torres, dois outros desertores da sua expedição apresentaram queixa contra D'Albertis pelo assassínio do seu criado chinês. O magistrado da polícia, H. M. Chester, colega de D'Albertis, rejeitou prontamente as acusações e prendeu os dois polinésios durante 16 semanas, acusando-os de motim. D'Albertis queria que os homens fossem executados, mas aceitou a sentença a contragosto.
Pouco tempo depois, D'Albertis regressou à Europa com a sua coleção de espécimes. O seu primo, o também explorador Enrico Alberto d'Albertis, guardou muitos dos espécimes de Luigi no Castello D'Albertis. O castelo é atualmente a sede do Museu das Culturas do Mundo. Os seus espécimes de história natural da Nova Guiné encontram-se no Museu de História Natural de Giacomo Doria, em Génova.

## Críticas e influências
Os administradores coloniais posteriores da Nova Guiné Britânica, como Peter Scratchley, William MacGregor e John Hubert Plunkett Murray, criticaram os métodos utilizados por D'Albertis. Embora estes diretores tenham adotado várias políticas repressivas e punitivas contra os povos nativos, reconheceram que as técnicas de D'Albertis foram muito prejudiciais para a colonização britânica.
Andrew Goldie, um dos primeiros exploradores britânicos na Nova Guiné, descreveu um incidente num jantar em Sidney com D'Albertis, em que, depois de lhe terem atirado acidentalmente um bife, o italiano espumou de raiva e, de pé no restaurante, com uma garrafa na mão, ameaçou esmagar o crânio de quem quer que fosse o atirador.
No entanto, D'Albertis não foi o primeiro nem o último a levar a cabo tais acções irresponsáveis de pilhagem no Fly e nos rios vizinhos. O capitão Blackwood, em 1846, do HMS Fly (que dá o nome ao rio), invadiram sem qualquer desculpa as aldeias ribeirinhas, incluindo o bombardeamento das casas dos povos nativos.
Além disso, alguns anos após as viagens de D'Albertis, o capitão John Strachan efectuou uma expedição ao rio Mai Kussa, nas proximidades, que foi ainda mais destrutiva do que as expedições de D'Albertis. Strachan, que parece ter vivido num estado crónico de paranoia irracional e insónia, improvisou uma arma semelhante a um torpedo contra um grupo de canoas nativas, causando grandes danos e um grande número de vítimas. Em elevado estado de ansiedade, Strachan teve de abandonar a sua embarcação e regressar à costa a pé, cometendo massacres de indígenas pelo caminho. Mais tarde, Strachan foi acusado de ser um assassino em flagrante que tinha percorrido a Nova Guiné coberto de sangue até aos joelhos. Solicitou a proteção de Edward Smith-Stanley, Lord Derby e, posteriormente, não foi acusado.

## Epónimos
Várias espécies de répteis e de aves da Nova Guiné foram nomeadas em honra de d'Albertis, mas a maioria dos nomes tornou-se posteriormente sinónimo taxonómico de outras espécies:
- Gonyocephalus (Lophosteus) albertisii W. Peters & Doria, 1878, agora Hypsilurus papuensis (Macleay, 1877) (dragão da floresta da Papuásia)
- Heteropus Albertisii W. Peters & Doria, 1878, agora Carlia bicarinata (Macleay, 1877) (rinoceronte bicarenado das pastagens)
- Liasis albertisii W. Peters & Doria, 1878, agora Leiopython albertisii (W. Peters & Doria, 1878) (pitão-de-lábios-brancos-do-norte ou pitão-de-albertis)[19]
- Emydura albertisii Boulenger, 1888, agora Emydura subglobosa (Krefft, 1876) (tartaruga de pescoço curto de barriga vermelha)[19]
- Epimachus albertisi (Sclater, 1873), agora Drepanornis albertisi, uma espécie de ave-do-paraíso.

Atualmente, apenas a pitão e a ave-do-paraíso têm o nome de d'Albertis. Várias destas espécies foram descritas pelo naturalista alemão Wilhelm Peters e pelo naturalista italiano Giacomo Doria, o fundador do Museu de História Natural de Giacomo Doria.
Entre os répteis, apena a espécie Leiopython albertisii (a pitão-de-lábios-brancos) é atualmente reconhecida como uma espécie válida, sendo os outros três répteis sinónimos de espécies descritas anteriormente, ironicamente duas das quais pelo entomologista Sir William John Macleay, cuja expedição rival, no Chevert, estava ao tempo também a recolher espécimes no sul da Papuásia.
O escaravelho Bironium albertisi Löbl, 2021, deve o seu nome a D'Albertis, um dos primeiros exploradores da fauna da Nova Guiné e das Molucas.
O género de plantas Albertisia Becc. (1877) também tem o seu nome como epónimo. 

## Publicações
- «Journeys up the Fly River and in other parts of New Guinea». In Proceedings of the Royal Geographical Society 1879 (read at the Evening Meeting, November 11th 1878):4–16 (incl map).
- New Guinea: What I Did and What I Saw (2 vol.). London: S. Low Marston Searle & Rivington, 1880

## Abreviatura (zoologia)
A abreviatura Albertis  emprega-se para indicar a Luigi Maria d'Albertis como autoridade na descrição e taxonomia em zoologia.